# زرزا دي مونتانتشيز
بلدية زرزا دي مونتانتشيز (بالإسبانية: Zarza de Montánchez)‏، هي بلدية تقع في مقاطعة قصرش والتي تقع في منطقة إكستريمادورا، غرب إسبانيا.
يبلغ عدد سكانها 617 نسمة وفقاً لإحصائية سنة (2002).